# Na noge!
Na noge! je studijski album Janeza Bončine - Benča in glasbene skupine Junaki nočne kronike. Album je bil posnet v Studiu Metro, razen »Na noge!« v Studiu Tivoli, »Forza« in »Rojstvo nečesa« v Studiu Činč, ter izdan jeseni leta 1988 pri založbi Helidon.

## Seznam skladb
| A stran | A stran                                      | A stran |
| Št.     | Naslov                                       | Dolžina |
| ------- | -------------------------------------------- | ------- |
| 1.      | „Na noge!‟ (J. Bončina/V. Vest)              | 4:17    |
| 2.      | „Delavska‟ (J. Bončina/V. Vest)              | 4:12    |
| 3.      | „Junaki nočne kronike‟ (J. Bončina/A. Štebe) | 4:00    |
| 4.      | „Poet‟ (J. Bončina/B. Kastelic)              | 3:30    |
| 5.      | „Forza‟ (M. Lebar)                           | 3:53    |

| B stran | B stran                                   | B stran |
| Št.     | Naslov                                    | Dolžina |
| ------- | ----------------------------------------- | ------- |
| 1.      | „Samotar‟ (M. Lebar/J. Bončina, A. Štebe) | 4:10    |
| 2.      | „Obrazi‟ (M. Lebar/J. Bončina)            | 5:12    |
| 3.      | „Paranoja boogie‟ (M. Lebar/J. Bončina)   | 4:00    |
| 4.      | „Rojstvo nečesa‟ (E. Šibenik Veterinni)   | 6:10    |

## Zasedba

### Junaki nočne kronike
- Janez Bončina – solo vokal, akustična kitara (A1)
- Damian Brezovec Dolenski – bobni Tama, Linn Program (A1, A5-B4)
- Marko Novak – bas, Fender Precision Bass (A5-B4)
- Mare Lebar  – električna kitara, Fender Stratocaster,  (A1-A3, B1-B4)
- Edi Šibenik Veterinni – klaviature, Roland sintetizator (A1, B1-B4)

### Glasbeni gostje
- Grega Forjanič – klaviature, sintetizator, ritem program, kitara (A4)
- Tomaž Kozlevčar – sintetizator Yamaha (A3)
- Meta Močnik Gruden – zbor (A3)
- Zvezdana Strle – zbor (A3)
- Simona Sila – zbor (A3)
- Jože Havka – bas (A3)
- Dragan Gajič –  bobni Gretsch (A3)
- Milan Lončina – klaviature, sintetizator, ritem program (A2)
- Čarli Novak – bas Music Man (A2)
- Trajo Brizani – Fretless bas (A4)
- Srečo Verčič – bas (A1)